# Léninsky Prospekt (Moscow metro)
Léninsky Prospekt  (en ruso: Ленинский проспект) es una estación del Metro de Moscú. La estación se encuentra en la línea Kaluzhsko-Rízhskaya, entre las estaciones  Shábolovskaya  y Akademícheskaya.

## Nombre
La estación toma su nombre de la avenida en la que se encuentra, la avenida Léninsky.

## Historia
La estación fue construida en 1962.

## Diseño

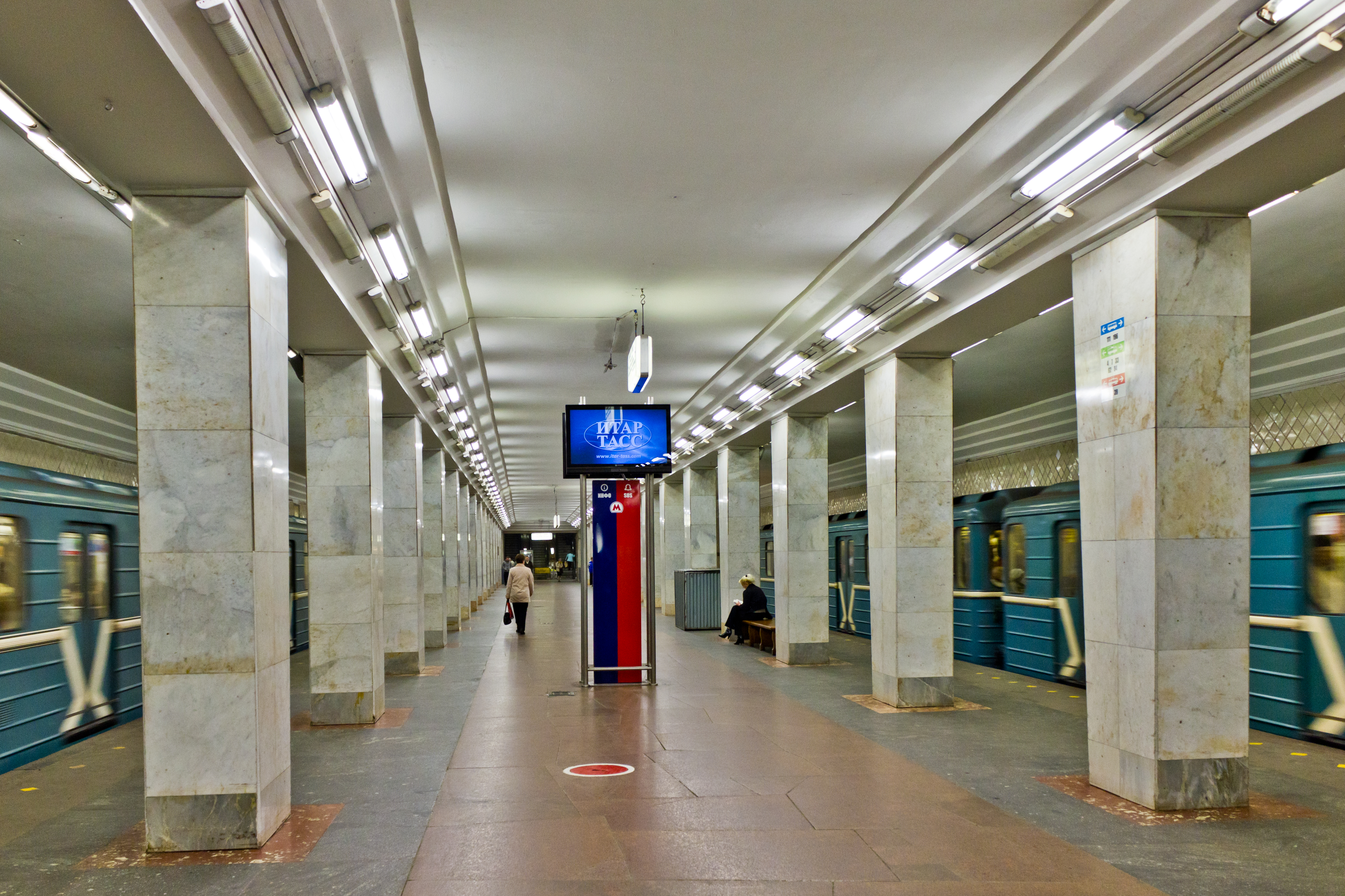
Pasillo central de la estación

Ideada por los arquitectos A. Strelkov, Nina Alexandrovna Aleshin, Yuriy Vdovin, V. Polikarpov and A. Marova, la estación es una variación del clásico de los tres pasillos que incluye un arco central más abovedado. Los pilares están recubiertos de mármol blanco con una tira de mármol gris en su base mientras que las paredes están recubiertas de azulejos.
En 2005, las aplicaciones luminarias que recorrían los andenes, fueron substituidas por lámparas fluorescentes.

## Accesos
La estación dispone de dos entradas en ambos lados de la plaza Yuri Gagarin conectadas entre ellas por túneles subterráneos en el lado este de la avenida Léninsky.

## Conexiones
Mediante una escaleras en el centro del pasillo central de la estación, los pasajeros pueden hacer transbordo a la estación Ploschad Gagarina de la línea circular del Metro de Moscú. Como curiosidad, hasta la construcción de la nueva estación, durante años, dichas escaleras no llevaban a ningún lado, siendo la única estación de Moscú en la que eso ocurría.